# Microgaza rotella
Microgaza rotella är en snäckart som beskrevs av Dall 1881. Microgaza rotella ingår i släktet Microgaza och familjen pärlemorsnäckor.

## Underarter
Arten delas in i följande underarter:
- M. r. rotella
- M. r. inornata

## Bildgalleri

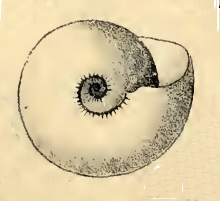
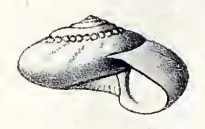